# رامان جالفوتشينكا
رامان غالوتشينكا هو دبلوماسي ورجل دولة بيلاروسي. رئيس وزراء روسيا البيضاء منذ يونيو 2020.

## الحياة اامبكرة والمهنية
وُلِد في 10 أغسطس 1973 في جودزينا كطفل وحيد. تخرج والده ألكسندر نيكولايفيتش جولوفشينكو من المعهد البوليتكنيكي البيلاروسي وعمل مهندسًا في مكتب تصميم مصنع مينسك للجرارات. عاش رومان جولوفشينكو في جودزينا حتى سن العاشرة، عندما انتقل مع والديه إلى مينسك، حيث تخرج من المدرسة الثانوية. في عام 1996 تخرج من معهد موسكو الحكومي للعلاقات الدولية بوزارة الخارجية في الاتحاد الروسي بدرجة البكالوريوس في العلاقات الدولية، وفي عام 2003 من أكاديمية الإدارة تحت رئاسة جمهورية بيلاروس بدرجة البكالوريوس في الاقتصاد وإدارة النشاط الاقتصادي الأجنبي.
مع ألكسندر لوكاشينكو ورئيس الوزراء الروسي ميخائيل ميشوستين في مينسك، 3 سبتمبر 2020
في عام 2013، تم تعيينه سفيرًا لدى دولة الإمارات العربية المتحدة، وكان مسؤولًا أيضًا عن تمثيل البلاد في قطر والكويت والمملكة العربية السعودية.
تم تعيينه في منصبه الحالي من قبل الرئيس ألكسندر لوكاشينكو قبل شهرين من الانتخابات الرئاسية البيلاروسية لعام 2020. قبل تعيينه، شغل منصب رئيس اللجنة العسكرية الصناعية الحكومية. قدم استقالته وسط تعديل وزاري في 17 أغسطس 2020، خلال الاحتجاجات البيلاروسية عام 2020. ومع ذلك، فقد تم الاحتفاظ به كرئيس وزراء للحكومة الجديدة.
وفي يونيو 2022، تم إدراج جولوفتشينكو على القائمة السوداء من قبل كندا.